# ویتالی گالکوف
ویتالی گالکوف (روسی: Виталий Александрович Галков؛ ۲۶ مهٔ ۱۹۳۹ – ۷ آوریل ۱۹۹۸) قایقران کانو اهل روسیه بود.